# コトル湾
コトル湾 （セルビア語: Бока которска、Boka kotorska; クロアチア語: Boka Kotorska; イタリア語: Bocche di Cattaro）は、モンテネグロ南西部にある、アドリア海に面した曲がりくねった湾の総称である。湾は時にはヨーロッパ最南部のフィヨルドとも呼ばれ、実際、オリエン山の標高の高い台地から流れるボケリ川が、海に浸食されて、川渓谷となっている。「世界一美しい湾」と称されることもあり、モンテネグロの重要な観光地である。
古代から湾内には人が定住し、中世からの町が良い状態で保存されている。コトル、リサン、ティヴァト、ペラスト、ヘルツェグ・ノヴィといった美しい町がその美しい自然環境とともにあり、主要観光地となっている。
湾周囲の陸には信仰の遺産がある。数多くの正教会とカトリック教会らキリスト教教会、そして修道院がある。ぺラスト沖にある小さな岩礁は丸ごと「岩礁の聖母教会」となっている。これらは観光地である一方、主要巡礼地の一つでもある。
モンテネグロ政府は、コトル湾にヴェリゲ橋という橋を架ける計画を持っている。

## 歴史
近郊の村落リサンは、紀元前229年頃にリゾン（Rhizon）と呼ばれたイリュリア人の栄えた都市であった。リゾンはその名を湾に与え、リゾニクス・シヌス（Rhizonicus Sinus）と呼ばれた。リゾンは紀元前168年に古代ローマへ従属し、同時期のアクリヴィウム（AcriviumまたはAcruvium、現在のコトル）はこの頃初めて近隣都市として歴史に名を現した。
コトル（本来はカッタロ、Cattaro）は中世初期以降要塞化され、この時代を通してローマ化したイリュリア人のダルマチア都市の一つとして影響力を持っていた。後にブルガリア帝国、そしてセルビア王国に統治され、中世セルビア王らの保護下で半ば独立した共和国となった。コトル商人の船と重要性は次第に増し、14世紀終わりにセルビアが没落してオスマン帝国が台頭すると、コトル湾はヴェネツィア共和国の支配下に置かれた。コトル湾の一部は15世紀終わりにオスマン帝国に征服され、ヴェネツィアはカッタロ市を含む南西部を保持していた。トルコ領は17世紀終わりに取り戻され、湾全体がヴェネツィア領アルバニア・ヴェネタ（en:Albania Veneta）に含まれた。20世紀まで、旧オスマン帝国領と旧ヴェネツィア領との違いは明かであった。なぜなら旧オスマン帝国領は正教会信徒が多数を占め、旧ヴェネツィア領はカトリックが多数派だったからである。 
ボケリ家は非常に強い艦船を持ち、18世紀には30隻を数えた。湾は、ドゥブロヴニクとヴェネツィアのライバルであった。
19世紀初頭、コトル湾一帯の地方はナポレオン・ボナパルトの傀儡国家イタリア王国に含まれ、のちフランス第一帝政の地方行政区画イリュリア州となり、フランス帝国に組み込まれた。その後、ロシア帝国の支援を受けたモンテネグロ主教公ペータル1世ペトロヴィッチ＝ニェゴシュ（en:Petar I Petrović Njegoš）に征服され、1813年に湾全てがモンテネグロに併合された。 
1815年、湾はオーストリア帝国（1867年以降オーストリア＝ハンガリー帝国）に併合され、ダルマチア県に含まれた（1867年以降チスレイタニア）。1848年、モンテネグロ主教公ペータル2世ペトロヴィッチ＝ニェゴシュ（en:Petar II Petrović-Njegoš）は、ハプスブルク支配下にあるダルマチア、クロアチア、スラヴォニアを統合しようと試み、クロアチアのバンであるヨシップ・イェラチッチのため1848年革命を戦うよう住民たちに助言した。しかし、最初から明白にセルビア統一の立場を取っていたコトルの住民集会はこれを拒絶した。 

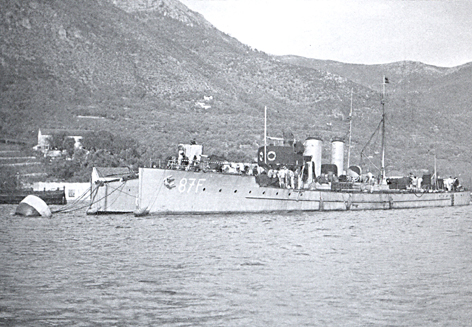
カッタロ軍港に停泊するオーストリア＝ハンガリー帝国海軍水雷艇隊（1915年）

第一次世界大戦中、カッタロはオーストリア＝ハンガリー帝国海軍の作戦基地として整備され、潜水艦部隊などの根拠地が置かれたほか、大戦中期にはポーラ軍港から艦隊主力の一部も移駐してきた。モンテネグロ王国はコトル湾を手に入れようとし、ロヴチェン山（en:Lovćen）から爆撃を行った。しかし、1916年からオーストリアはモンテネグロを打ち負かしたが、最終的にオーストリアはバルカン戦線だけでなく戦争全体で敗北し、帝国は崩壊した。
1918年11月7日、セルビア軍が湾に入り、解放者として人々に歓迎された。オーストリア帝国下の住民は民族自決を行使し、コトル湾地方はセルブ・クロアート・スロヴェーヌ王国の一部となることを宣言した。一ヶ月のうちに、セルブ・クロアート・スロヴェーヌ王国が形成され、1939年にはユーゴスラビア王国と改名した。コトル湾は1922年に廃止されるまでダルマチアの基礎自治体の名前であった。ゼタ州へ併合され、1939年以降ゼタ県となった。  
1818年の統計によれば、地域には29,899人の住民がいた。21310人は正教会信徒で、8589人がカトリックであった。当時、正教会信徒人口が多いのはコトル、リサン、グルバリ、ブドヴァ、ヘルツェグ・ノヴィであった。カトリックが優勢なのは、ドブロタ、プルチャニ、ストリヴ、コトルのコンタダ、ペラストであった。

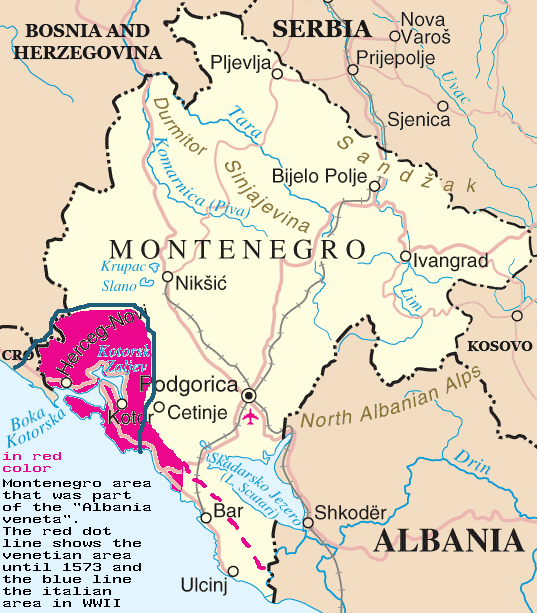
コトル周囲のアルバニア・ヴェネタ

1848年、セルビアのコトル防衛隊はペータル2世ペトロヴィチ・ニェゴシュのクロアチア＝スラヴォニア統合の提案を拒否し、別のスラヴ国家（すなわちモンテネグロ）と統合する前にセルビアと統合しなくてはならないという姿勢を示した。
1880年における、ボカ地方（ボカ・コトルスカ、コトル湾地方を指す名称）の沿岸基礎自治体だけで人口は以下の通りであった。: 
- ヘルツェグ・ノヴィ = 正教会信徒3,314人、カトリック教徒1,469人
- コトル = カトリック教徒7,051人、正教会信徒3,077人
- リサン = 正教会信徒1,910人、カトリック教徒860人

基礎自治体コトルでは、クルトレは899人の正教会信徒に対しカトリック教徒は89人であった。基礎自治体リサン及びペラストでは、カトリック教徒683人に対し正教会信徒327人であった。
1890年における、ボカ地方の沿岸基礎自治体だけで人口は以下の通りであった。: 
- ヘルツェグ・ノヴィ = 正教会信徒3,377人、カトリック教徒1,274人
- コトル = カトリック教徒7,409人、正教会信徒2,983人
- リサン = 正教会信徒1,842人、カトリック教徒1,000人

1900年における、ボカ地方の沿岸基礎自治体だけで人口は以下の通りであった: 
- ヘルツェグ・ノヴィ = 正教会信徒3,460人、カトリック教徒1,817人
- コトル = カトリック教徒7,591人、正教会信徒3,458人
- リサン = 正教会信徒1,830人、カトリック教徒906人

1900年における、ボカ地方の基礎自治体全ての人口は以下の通りであった。: 
- ブドヴァ = 正教会信徒5,526人、カトリック教徒1,537人
- ヘルツェグ・ノヴィ = 正教会信徒7,377人、カトリック教徒2,198人
- コトル = カトリック教徒7,617人、正教会信徒7,207人
- リサン = 正教会信徒4,020人、カトリック教徒1,385人

1910年における、ボカ地方の沿岸基礎自治体のみでの人口は以下の通りであった。: 
- ヘルツェグ・ノヴィ = 正教会信徒3,893人、カトリック教徒2,599人
- コトル = カトリック教徒9,188人、正教会信徒3,554人
- リサン = 正教会信徒1,884人、カトリック教徒1,215人

1910年の調査によると、コトル湾地域には40,582人の住民がいた。そのうち、24,794人が正教会信徒、14,523人がカトリック教徒であった。しかし、同時期のコトル湾沿岸地域には22,823人の住民がおり、そのうち13,002人がカトリック、9,331人が正教会に属していた。

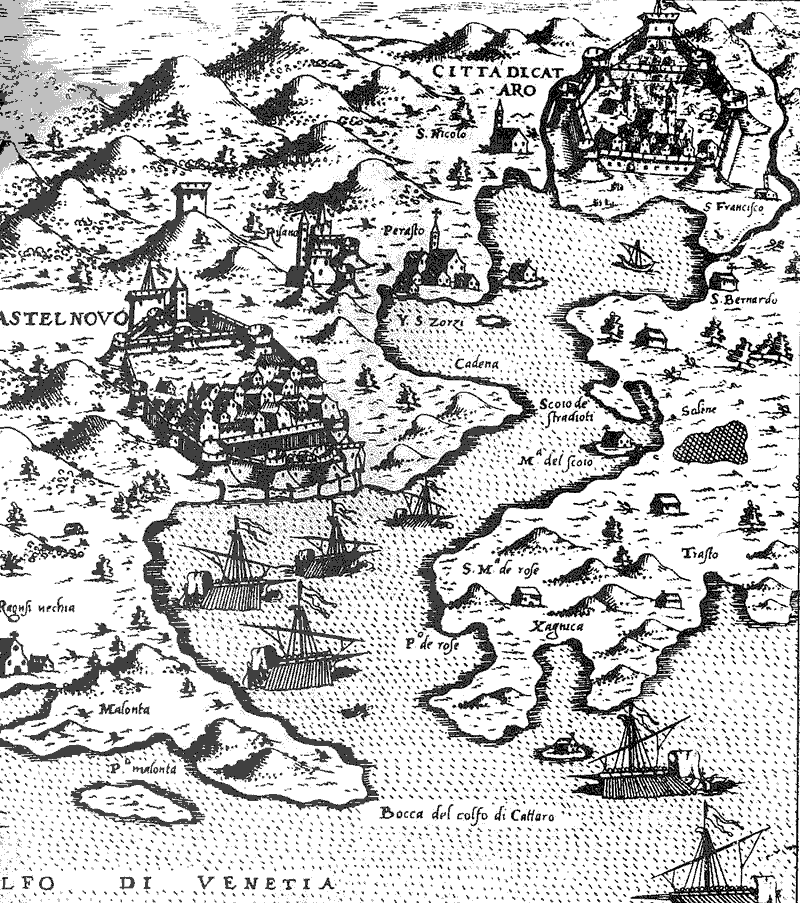
16世紀のボッケ・ディ・カッタロの地図

オーストリア＝ハンガリー帝国時代、ダルマチア王国内にあるコトル湾

1918年から、コトル湾はセルブ・クロアート・スロヴェーヌ王国（1929年にユーゴスラビア王国と改名）の一部となった。1918年から1922年にかけ、ボカ地方はコトルが別の郡となっていた。1922年から1929年の間、コトルはゼタ州に、1929年から1941年までゼタ県（en:Zeta Banovia）の一部となっていた。1921年の調査によれば、ボカ地方には36,539人の住民がおり、正教会信徒は23,777人、カトリック教徒は12,342人であった。
第二次世界大戦初期に枢軸国が行なったユーゴスラビア侵攻の一環として1941年4月、イタリア軍がコトル湾地方を占領した。イタリアの降伏後の1943年9月まで、イタリア領ダルマツィアに併合されていた。1945年以降、モンテネグロ共和国の一部となった。
今日、地方の住民のほとんどが正教会信徒（セルビア人かモンテネグロ人を自称）であり、11％のカトリック教徒はクロアチア人を自称している。
コトル湾地方は、非常に豊富な文化遺産をもつためにUNESCOの保護のもとにある。そこには、かつてあったアルバニア・ヴェネタの最後の名残である、500人ほどのヴェネツィア方言を話す人々が暮らす小さなイタリア人コミュニティーすらあるのである。
1979年、一帯は地震に襲われ、多くの文化遺産が破壊されるか、深刻な損害を受けた。

## 人口
コトル湾地方の住民で多数を占めるのは、セルビア人（41.89％）とモンテネグロ人（34.68％）、クロアチア人（7.61％）である。
3つの自治体がコトル湾地方を形成しており、全体で71,443人（2003年調査）の人口を持つ。
- ヘルツェグ・ノヴィ = 33,971人（17,818人 セルビア人／9,651人 モンテネグロ人／831人 クロアチア人）
- コトル = 23,481人（11,002人 モンテネグロ人／7,197人 セルビア人／1,842人 クロアチア人）
- ティヴァト = 13,991人 (4,911人 セルビア人／4,126人 モンテネグロ人／2,761人 クロアチア人）

宗教別では、76％が正教会（セルビア正教会またはモンテネグロ正教会）、11％がカトリック教会に属する。

## ボカ地方における民族集団

### セルビア人とモンテネグロ人
スラヴ族は7世紀にコトル湾周囲に定住した。地域は、セルビア人とドクレアン人との間で分けられていた。
名前が不詳のセルビア正教会教会が13世紀にできた時、最初の主教管区がボカにできた。歴史的には、3つの正教会派修道院と250の正教会教会が地域にあり、その多くは今も存在する。

### クロアチア
コトル、ペラスト、Tivat、ドブロタ、プルチャニ（Prčanj）、ヘルツェグ・ノヴィ、ブドヴァでは1910年にはカトリックが多数派であった。ヴルマツ半島とスピチの南端（ストモレから、コトル湾とバール近郊にある、モンテネグロ間の境）は、1910年には孤立してカトリックが多数派を占めていた。
1931年からのセルボ＝クロアチア系基礎自治体のローマ・カトリックの国勢調査は以下の通りである:
- コトル: カトリック教徒3,006人、正教会信徒2,090人
- ドブロタ:カトリック教徒675人、正教会信徒575人
- ムオ: カトリック教徒483人、正教会信徒97人
- プルチャニ（Prčanj）: カトリック教徒584人、正教会信徒169人
- ティヴァト: カトリック教徒2,726人、正教会信徒482人
- ペラスト: カトリック教徒1,103人、正教会信徒322人

例えば、コトルの都市におけるカトリック教徒の人数は、1910年の69%から1991年には7%まで減少した。ヘルツェグ・ノヴィでは70%から2%へ、ティヴァトでは95%から23%に減少した。
1893年、クロアチアの家（Hrvatski dom）がコトルに開館した。 
1991年、クロアチア人はコトル湾地方で8%いたが、2003年には7.61%になっている。
ボケリ・マリネ809（Bokeljska mornarica 809）は、沿海に住むクロアチア人の伝統を保存する目的の友愛組織である。

## 地理

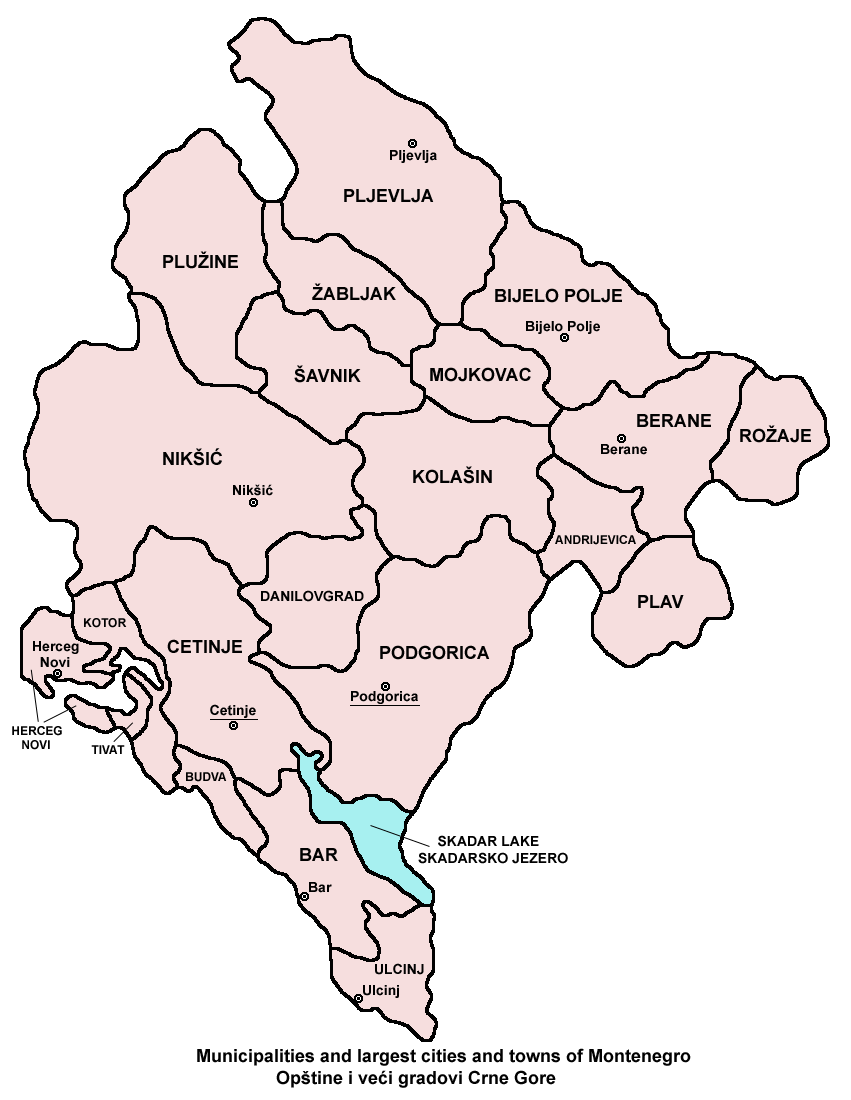
コトル湾にある基礎自治体、モンテネグロ領のコトル、ヘルツェグ・ノヴィ、ティヴァト

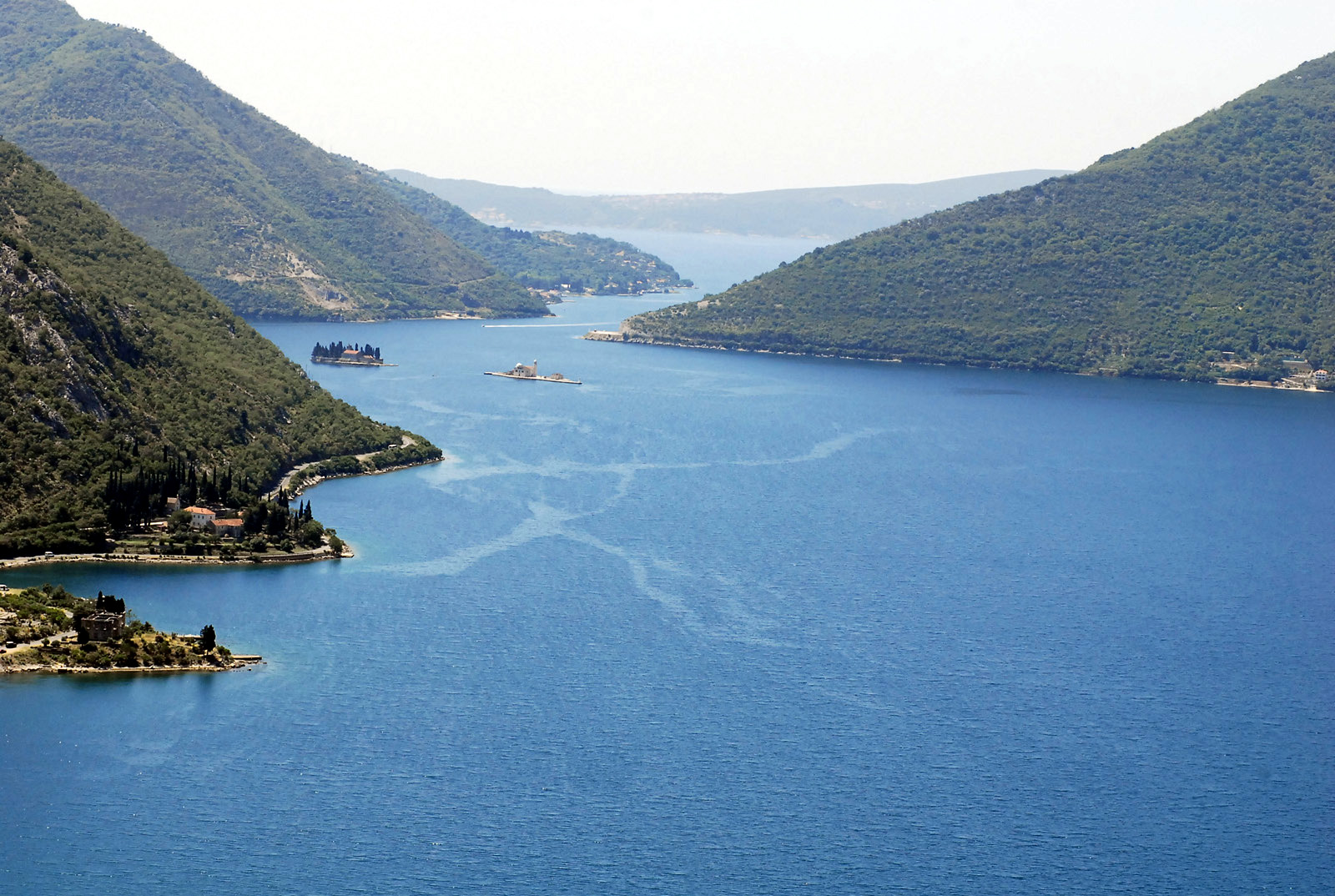
コトル湾

湾はいくつかの小さな湾からなり、狭まる水道でつながれ、ヨーロッパ随一の良質の天然港となっている。湾内の入り江は正式には川の一部である。非常に猛烈な地殻構造及びカルスト地形となる過程が、この川が浸食される事態を引き起こした。激しい雨の後、有名なソポトの滝はリサンとシュクルダで湧水となって現れ、その他のよく知られる水源はロヴツェン山から渓谷を流れていく。
湾の最も奥は、ティヴァト湾（イタリア語名テオド湾、Teodo）であり、小さな海軍港を持つ。外洋に面した側には、コトル湾への主要出入り口を守るヘルツェグ・ノヴィ湾（カステルヌオーヴォ湾、Castelnuovo）がある。内側の湾は、北西に位置するリサン湾、南東に位置する小コトル湾である。
陸に面した側は、コトルの要塞化された旧市街からさらに遠い聖ヨハネ城まで長い城壁が走る。この様子は風景の中で一目でわかるようになっている。オリエン山にある不毛の高原に属するクリヴォシエ（Krivošije、Krivoscie）は、小さな堡塁が複数集まっている。
コトル湾の沿岸には、多くの興味深い場所がある。ヘルツェグ・ノヴィは、正教会の聖サヴァ修道院、その近郊には美しい庭園のあるサヴィナ修道院がある。16世紀の創建で、多くの17世紀の優れた銀細工品を持つ。ヘルツェグ・ノヴィ東方8マイルには、ペラストの町の対岸の小島にベネディクト会派修道院がある。ペラストの町自体は、14世紀当時に一つの独立国家となっていた。

### 気候
コトル湾は地中海性気候と亜熱帯の気候帯内にある。夏季は暑く日照数が多く、秋から冬・春にかけては雨季となる。地中海性気候であるが、広い地方の中では部分的な修正がある。沿海のディナル・アルプス山脈の独自性は、コトル湾においては降雨量の大系となる。オリエン山はヨーロッパで最も降雨量が多い。ちょうどモンスーンのような雨が季節ごとに広範囲に降り、11月の雷雨は時には数日間で2000リットルも注ぐ。8月はしばしば完全に乾季となり、山火事を招く。大きなカルスト湧水の一つソポト湧水は、水の最大の流出量200 m³/sである。この湧水は、季節ごとの多様性の顕著な徴候である。ほとんどの時間の水の動きは鈍いが、激しい雨の後はコトル湾の上部に、20mの高さがある目立った滝が現れる。 
*
ケッペンの気候区分以後の分類
2つの風力発電システムはその生態学上の意義から注目すべきものである。ボーラとシロッコが湾にも吹く。山から吹き降りる強く冷たいボーラは冬季に現れ、リサン湾で最も厳しい。突風は1時間で250kmにもなり、数時間で気温を下げる事態となる。ボーラの吹く天候状況は頻発するので、船で航行する者は、ボーラが差し迫っているかを示す山頂の雲に注意を払っている。シロッコは温かな湿気のある雨をもたらし、激しい雨をももたらすので重要である。年間通してシロッコは見られるが、秋と春に常に集中している。
*
ダルマチア、ヘルツェゴヴィナ、モンテネグロにおける月ごと及び年ごとの降水量変動範囲

## ギャラリー

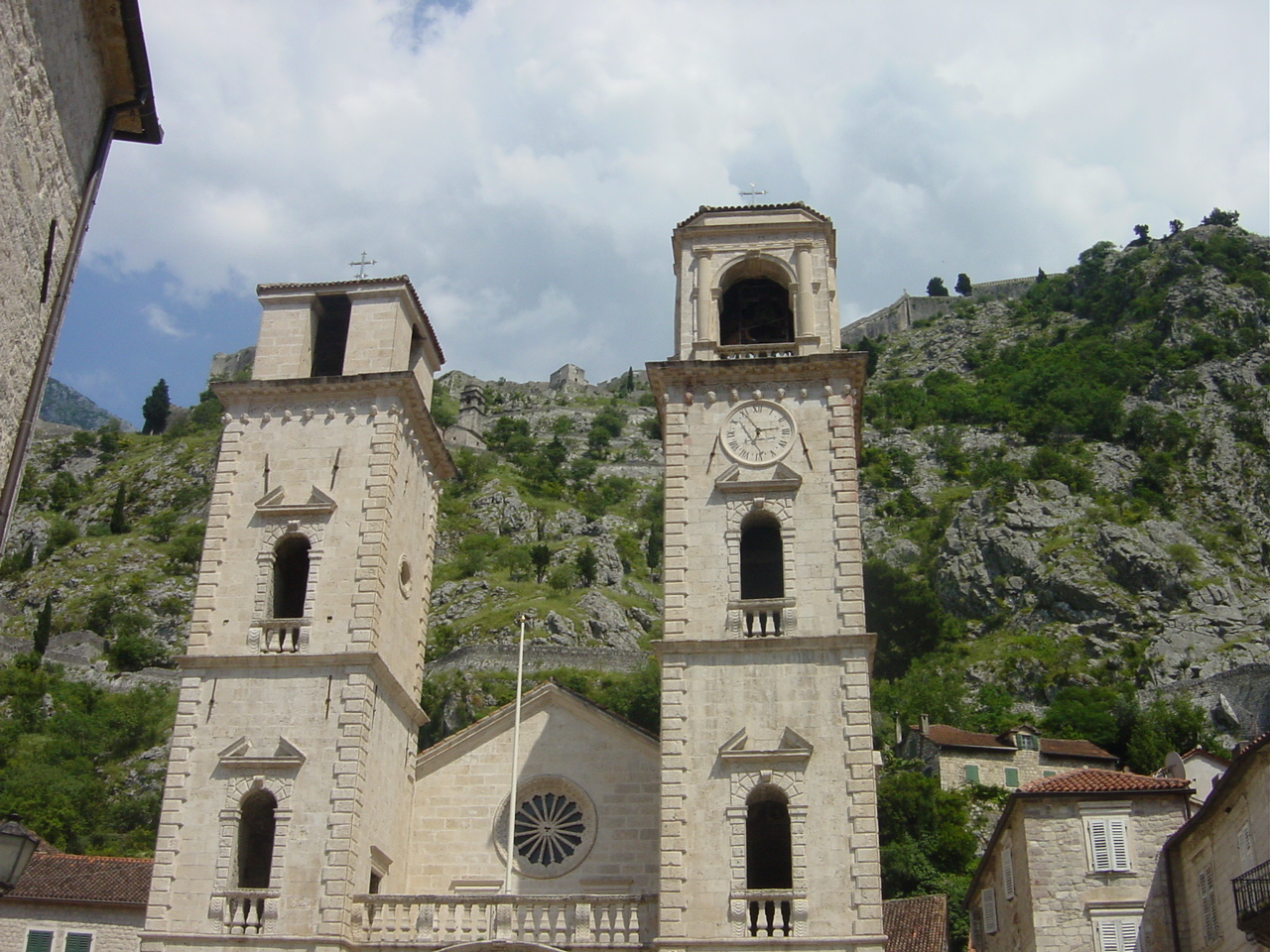
コトルの聖トリプン聖堂
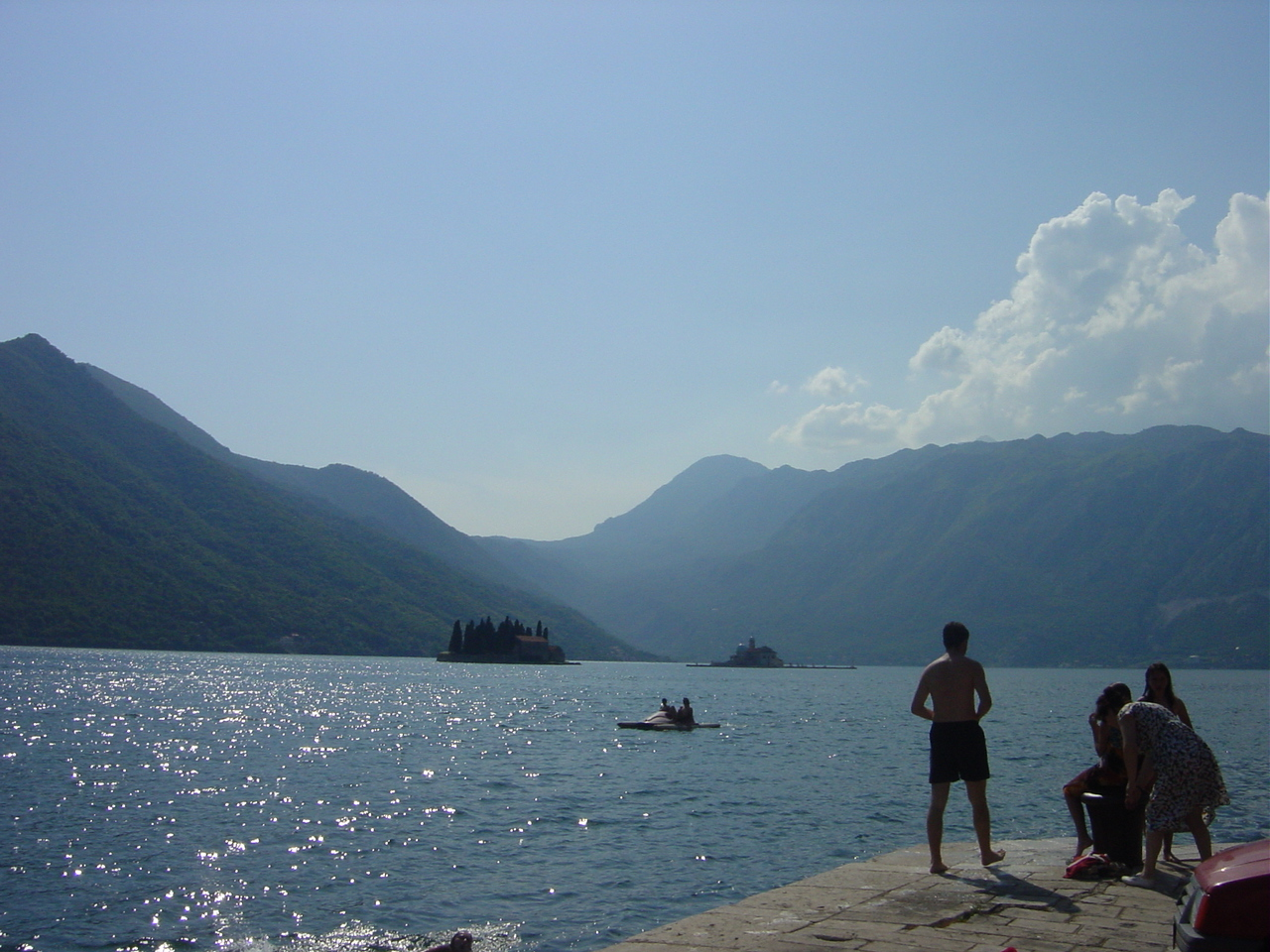
ペラスト沖の2つの島々
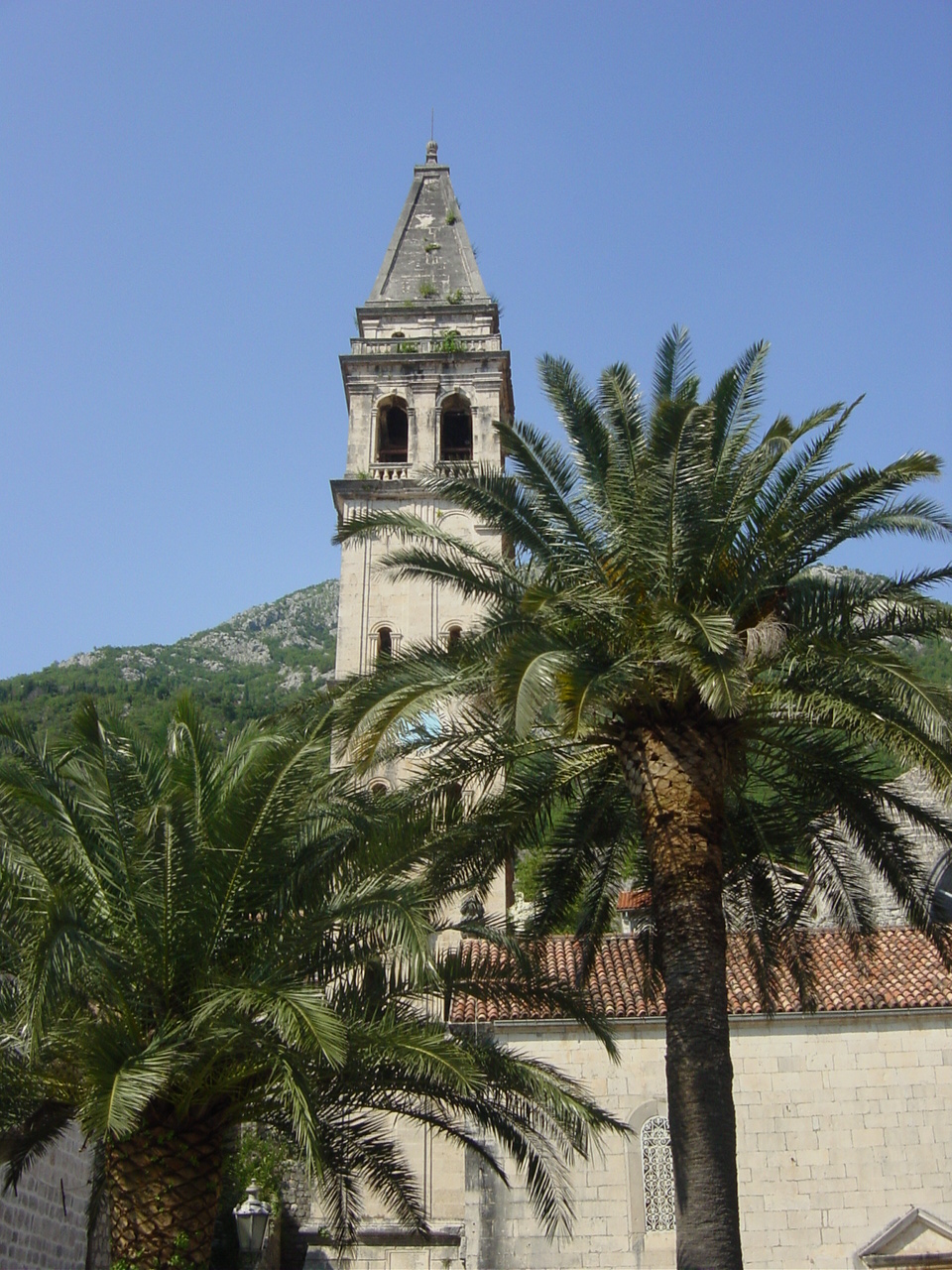
ペラストにある教会
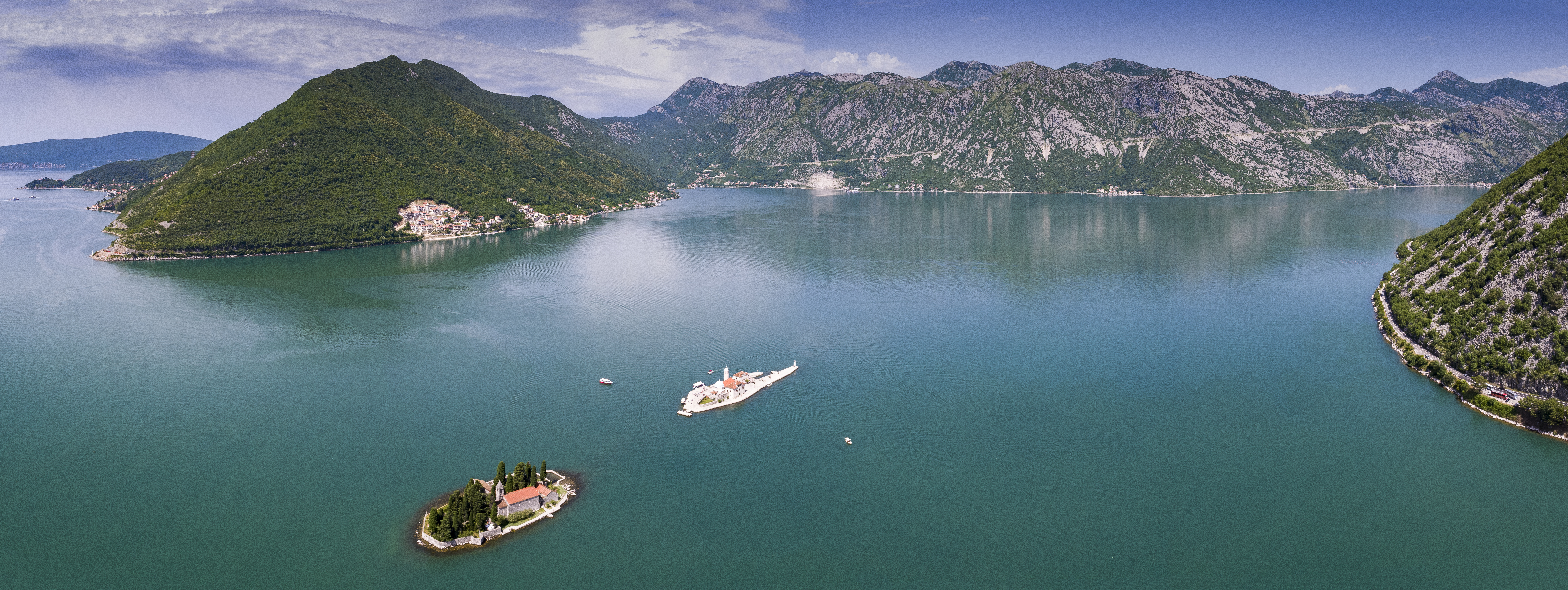
コトル湾

## 参照
1. Odjeci slavnih vremena - Tomislav Grgurević,
2. Boka kotorska: Etnički sastav u razdoblju austrijske uprave (1814.-1918. g.),Ivan Crkvenčić, Antun Schaller, Hrvatski geografski glasnik 68/1, 51-72 (2006),